# Шерцер, Любомир
Любомир Иванович Шерцер (словен. Ljubomir Ivana Šercer, серб. Љубомир Ивана Шерцер; 1 августа 1915, Браник — 22 декабря 1941, Любляна) — югославский словенский военный деятель, участник Народно-освободительной войны Югославии. Народный герой Югославии.

## Биография
Родился 1 августа 1915 в Бранике близ Новы-Горицы. После Первой мировой войны его семья перебралась в Любляну. Любомир окончил там школу и поступил в Военную академию, дослужившись в королевской армии до звания лейтенанта.
Начало войны Шерцер встретил в Книне. Капитуляцию Югославии не признал, продолжая воевать с немцами на территории Сербии и пытаясь создать боевые условия для организации партизанской войны. Распустил свою пулемётную роту только после прорыва из немецкого окружения. Расстроенный прекращением вооружённой борьбы в стране, он вернулся в Любляну.
Любо встретился там с руководством Освободительного фронта Словении, став одним из первых королевских офицеров-организаторов антифашистского партизанского движения. Занимал должность военного инспектора молодёжных боевых групп. 24 июля 1941 вступил в Молницкую партизанскую роту, спустя небольшой промежуток времени возглавил Мокрецкую партизанскую роту, с которой 30 августа вступил в первый бой с карабинерами близ Туряка.
С 14 по 16 сентября 1941 Любомир оборонял Мокрец от итальянских войск. Как выпускник Военной академии, он благодаря своим тактическим знаниям отразил итальянскую атаку: он разделил свои войска на несколько небольших групп, которые должны были быстро двигаться между двумя итальянскими колоннами. Результаты превзошли все ожидания Любомира: итальянцы, стреляя по югославским войскам, неоднократно попадали в своих и тем самым понесли колоссальные потери.
Одна из наиболее известных битв, в которой участвовал Любо Шерцер, состоялась 19 октября 1941 при Ложе. К этому местечку Шерцер прибыл за два дня до нападения, начав подготовку атаки согласно планам, полученным от разведчиков. С 47 солдатами Любомир разгромил наголову гарнизон из 80 итальянских солдат: в ходе нападения было убито и ранено несколько десятков итальянцев, захвачено 7 орудий, большое количество боеприпасов и восемь солдат (включая командира гарнизона). Партизаны потеряли всего три человека убитыми.
После того, как итальянцы отправили на помощь пострадавшим подкрепление, Шерцер успешно покинул местечко, сохранив войска. Вместе с тем отступление к укрытию было очень тяжёлым: итальянцы преследовали партизан близ Крима и Мокреца, и солдаты вынуждены были отступать под непрерывным огнём. Те дни были очень холодными, вследствие ранней зимы выпало около метра снега. Большая часть партизан умерла от холода и голода, а также разных болезней. В ночь с 26 на 27 октября итальянцы атаковали близ Белых Вод партизанскую группу. Несколько солдат попали в плен к итальянцам, были разгромлены патрули, но костяк маленького отряда Шерцера сумел прорваться из окружения.
К 30 октября 1941 основная часть бойцов Любо Шерцера вернулась в Любляну, где их арестовали. 13 ноября итальянцами был арестован последний выживший боец. В тюрьму попали все выжившие после атаки близ Белых Вод югославские солдаты, несколько партизан-дезертиров и перешедшие на сторону югославов итальянские солдаты. Арест Любомира стал ударом даже для самых стойких солдат.
В тюрьме Шерцера неоднократно пытали итальянцы, требуя сообщить все сведения о партизанах, но он отказался отвечать на их вопросы. 15 декабря начался судебный процесс над Шерцером и его шестнадцатью соратниками. Итальянцы обвинили Любо и его солдат в совершении преступлений против безопасности государства и неповиновении силам правопорядка. Отягчающим обстоятельством являлся тот факт, что Любомир был признан руководителем так называемой преступной группировки. В ответ на обвинения Любо заявил кратко:

Судите меня, но не как преступника, а как офицера, который остался верен присяге, данной своему народу и своей Родине!
Оригинальный текст (серб.)Судите ми, али не као злочинцу, већ као официру који је остао веран заклетви коју је дао свом народу и својој домовини!

16 декабря 1941 Любо и его пяти соратникам был вынесен приговор — расстрел. 22 декабря на полигоне Страхомер в Любляне приговор был приведён в исполнение. После войны его останки были перезахоронены на Кладбище народных героев в центре Любляны. 25 октября 1943 он стал одним из первых словенцев, награждённых званием Народного героя Югославии (в тот же день к награде были представлены Иван Кавчич, Тоне Томшич и Славко Шландер). В годы войны его имя получила 2-я словенская ударная бригада.